# Bacdafucup
Albums de Onyx
All We Got Iz Us
(1995)
Singles
1. Throw Your Gunz
Sortie : 27 novembre 1992
2. Slam
Sortie : 11 mai 1993
3. Shiftee
Sortie : 23 septembre 1993

Bacdafucup est le premier album studio d'Onyx, sorti le 30 mars 1993.
L'album a connu un succès grâce au single Slam et s'est classé 8e au Top R&B/Hip-Hop Albums et 17e au Billboard 200, a été certifié disque de platine le 25 octobre 1993 par la RIAA.
L'album est depuis devenu un classique du rap East Coast et est considéré par beaucoup d'amateurs comme incontournable.

## Liste des titres
| No  | Titre                | Contient un (des) sample(s) de | Durée |
| --- | -------------------- | --- | ----- |
| 1.  | Bacdafucup           | | 0:48  |
| 2.  | Bichasniguz          | Anti Climax de Lee Morgan A Bitch Iz a Bitch de N.W.A.                                                                            | 3:54  |
| 3.  | Throw Ya Gunz        | Escape-Ism de James Brown It's a New Day des Skull Snaps Nautilus de Bob James Ah, and We Do It Like This d'Onyx                  | 3:16  |
| 4.  | Here 'N' Now         | | 3:40  |
| 5.  | Bust Dat Ass         | Ode to Billie Joe de Lou Donaldson                                                                                                | 0:37  |
| 6.  | Atak of da Bal-Hedz  | Blue Juice de Jimmy McGriff Midnight Theme de Manzel Follow the Leader d'Eric B. and Rakim Give It Away des Red Hot Chili Peppers | 3:12  |
| 7.  | Da Mad Face Invasion | It's a New Day des Skull Snaps | 0:46  |
| 8.  | Blac Vagina Finda    | Nautilus de Bob James | 3:12  |
| 9.  | Da Bounca Nigga      | | 0:29  |
| 10. | Nigga Bridges        | London Bridge Is Falling Down (traditionnel) Synthetic Substitution de Melvin Bliss                                               | 4:12  |
| 11. | Onyx Is Here         | | 3:03  |
| 12. | Slam                 | Rich Kind of Poverty de Sam & Dave The Champ des Mohawks                                                                          | 3:38  |
| 13. | Stik 'N' Muve        | Feel Like Making Love de Bob James                                                                                                | 3:20  |
| 14. | Bichasbootleguz      | | 0:27  |
| 15. | Shifftee             | | 4:19  |
| 16. | Phat ('N' All Dat)   | Fat Boys des Fat Boys | 3:17  |
| 17. | Da Nex Niguz         | Peter Paul Mounds de Leon Carr et Leo Corday Fool Yourself de Little Feat People Make the World Go Round de Milt Jackson          | 4:07  |
| 18. | Getdafucout          | It's a New Day des Skull Snaps Synthetic Substitution de Melvin Bliss                                                             | 1:08  |